# Notre-Dame de Liesse

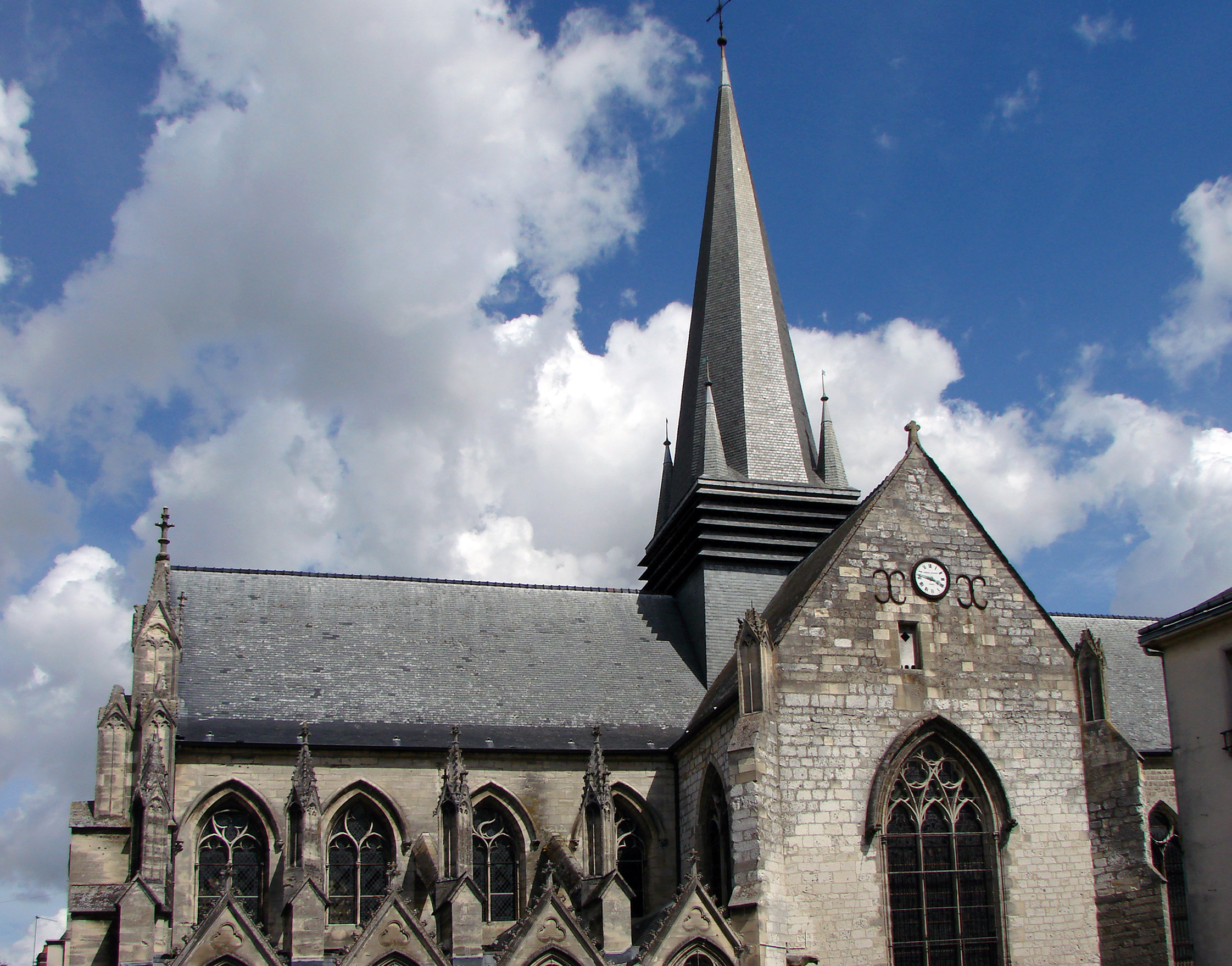
Basilika Notre-Dame de Liesse

Die Basilika Notre-Dame de Liesse (deutsch Basilika Unserer Lieben Frau von Liesse) ist eine römisch-katholische Kirche in Liesse-Notre-Dame im französischen Département Aisne der Region Hauts-de-France. Die Pfarr- und Wallfahrtskirche des Bistums Soissons trägt den Titel einer Basilica minor. Die im 14. und 15.  Jahrhundert im flamboyant-gotischen Stil errichtete Kirche  ist als historisches Baudenkmal geschützt.

## Geschichte

### Gründungslegende
Die Geschichte der Notre-Dame de Liesse geht auf drei Brüder zurück, die im Rahmen der Kreuzzüge als Ritter des Krankenhausordens von den Arabern bei Askalon gefangen genommen wurden. Die Tochter Ismeria des Sultans al Hazan sollte sie in Kairo zum Islam bekehren, stattdessen überredete Maria in Form einer Marienstatue sie, mit den Brüdern, den Rittern von Eppes, zu fliehen. Sie wachten dann im heimatlichen Lience, dem heutigen Liesse-Notre-Dame, auf und errichteten 1134 eine Kapelle für diese schwarze Madonna, verehrt als „Unsere Liebe Frau von Liesse, Quelle und Ursache unserer Freude“.

### Basilika
Die heutige Basilika im flamboyant-gotischen Stil wurde im Jahr 1344 an Stelle der Kapelle erbaut und im Jahr 1480 durch Bischof Charles de Luxembourg unter anderem mit dem Portal erweitert, wie die Jahreszahl einer Steingravur anzeigt.
Viele Persönlichkeiten pilgerten zum Heiligtum, so Karl VI. (1392), Jeanne d’Arc, Ludwig XI. (1471, 1475 und 1477), Franz I. (1527 und 1538), Heinrich II. (1554 und 1558), Franz II., Karl IX. (1566), Heinrich III., Königin Katharina von Medici (1583) und Maria von Medici (1603). Ludwig XIII. und Anna von Österreich pilgerten mehrmals zur Jungfrau, um sie um die Geburt eines Erben, des späteren Ludwig XIV. zu bitten, wie dies im Fresko „Geburt Christi“ des Malers Vignon im Querschiff dargestellt wird.
Die schwarze Madonna wurde während der französischen Revolution zerstört, die Überreste befinden sich in einer Kirche in Montreal, Kanada.
Im 19. Jahrhundert wurde das Gebäude dann durch Seitengänge vergrößert, der Südgang 1873 und der Nordgang 1884.
1913 verlieh Pius X. der Kirche den Titel der Basilica minor, 1920 wurde das Bauwerk zum Monument historique erklärt.

## Architektur

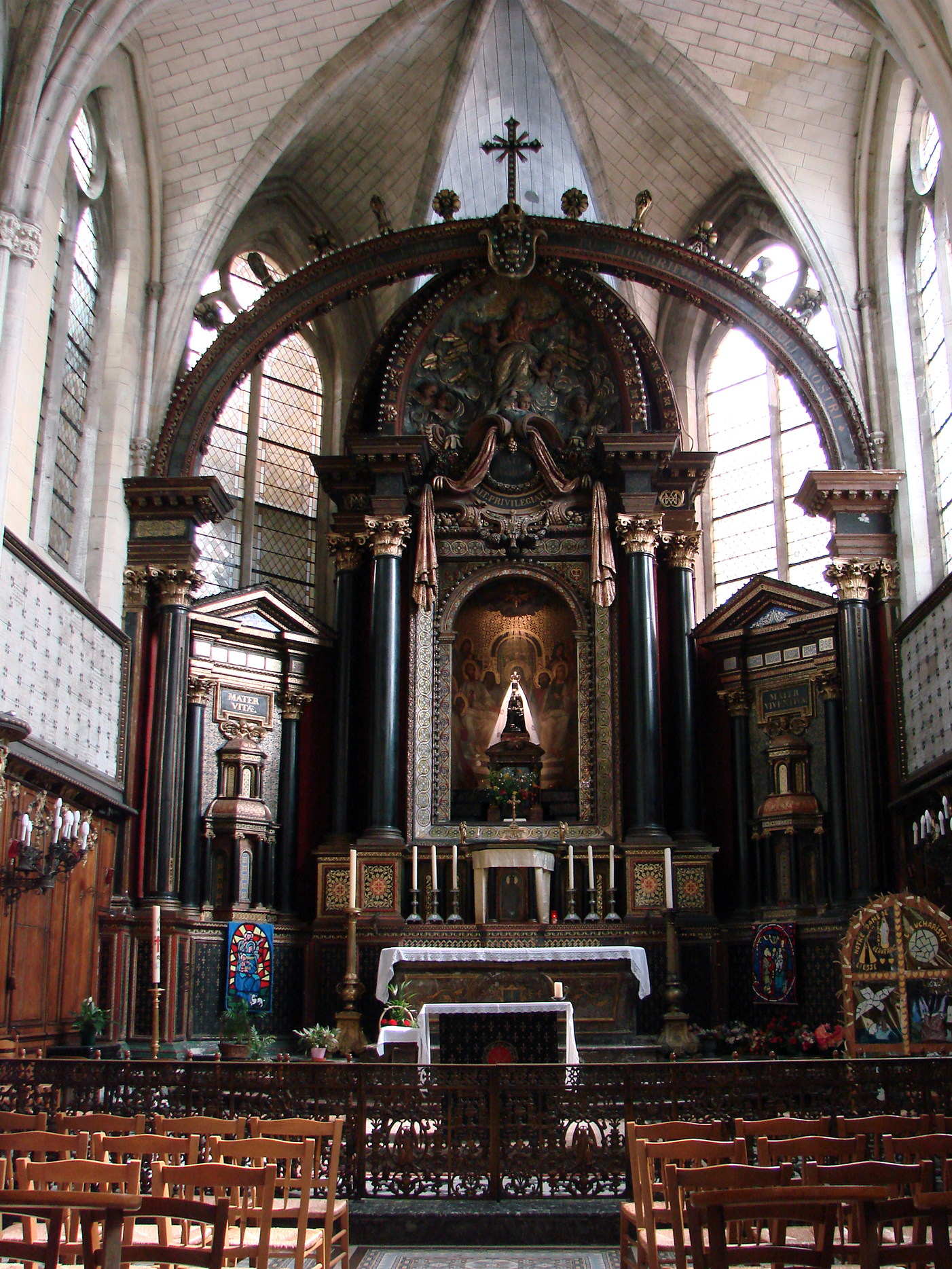
Chorraum

Die dreischiffige Basilika hat einen kreuzförmigen Grundriss, das Querschiff hat die gleiche Höhe wie das Hauptschiff. Der lange Chor schließt mit einer dreiseitigen Apsis. In den schmalen seitlichen Gängen befinden sich die Kapellen. Der Kirchturm mit oktogonalem Helm ist als Vierungsturm platziert. Die Uhr ist am Giebel des Querschiffs installiert. Die turmlose Portalseite besitzt zwei übereinanderliegende Galerien, über den seitlichen Eingängen sind zwei kleine Rosettenfenster installiert.

## Ausstattung

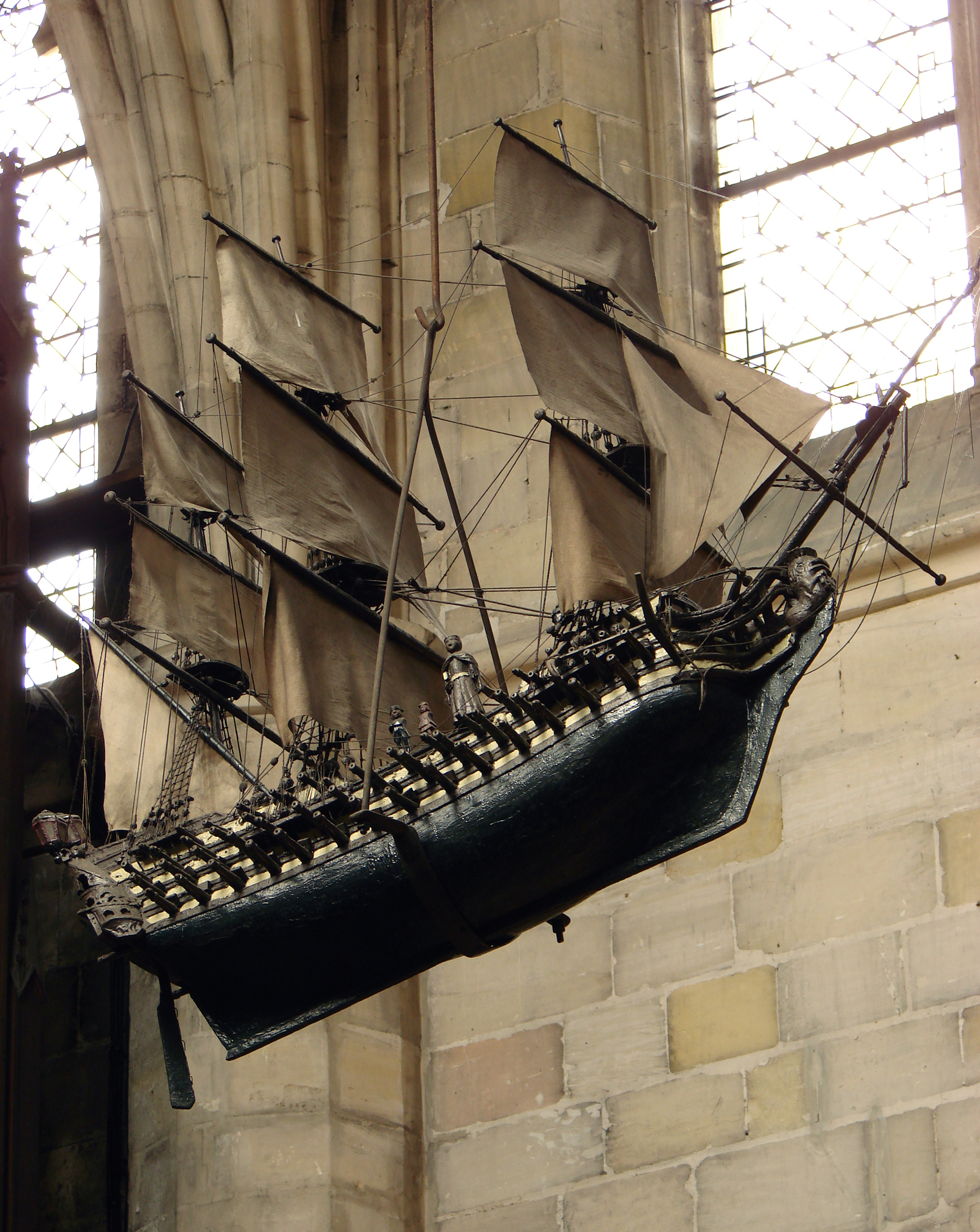
Kirchenschiff

Der Chor wurde im 17. Jahrhundert mit einem Hochaltar zur Aufnahme der Statue der Schwarzen Madonna errichtet, die auf dem Tabernakel im Hochaltar steht. Der im italienischen Renaissancestil geschaffene Altar wurde 1610 von Maria von Medici, Frau von Heinrich IV., zur Geburt ihres Sohnes Ludwig XIII. gestiftet. Hinter der Statue stellt ein Fresko Pfingsten dar: der Heilige Geist kommt auf die Apostel und herab, während Maria mit ihnen ist. Oben im Gebäude stellt ein Basrelief die Himmelfahrt dar: Maria stieg in Herrlichkeit mit ihrem Körper zu Gott auf. In den Querschiffen zeigt ein Fresko Malers Vignon die „Geburt Christi“, wie Ludwig XIII. und Anna von Österreich für einen Erben beten. Ein Basrelief stellt die Himmelfahrt Christi dar.
Ein Lettner aus schwarz-weißem Marmor wurde 1616 von Marie de Gonzague (Familie aus Guise-Lorraine) gestiftet. Das schmiedeeiserne Tor wurde von der Familie Soyecourt gespendet.
In der Saint-Louis-Kapelle präsentiert ein Diorama die Legende der drei Brüder und der Prinzessin Ismérie am Ursprung der Pilgerreise mit Statuetten. Die Buntglasfenster der Seitenschiffe zeichnen die Geschichte von Notre-Dame de Liesse nach.
Marmorplatten und viele andere Ex-Votos wurden von Besuchern als Dank an Notre-Dame de Liesse für die gewährte Gnade der Heilung aufgehängt. Unter dem Gewölbe hängt so ein Kirchenschiff, das 1692 von Admiral de Tourville gestiftet wurde.